# عشب الحبل الرملي
عشب الحبل الرملي (الاسم العلمي:Spartina bakeri) (بالإنجليزية: Sand Cordgrass)‏ هو نوع من النباتات يتبع جنس عشب الحبل من الفصيلة النجيلية.